# 褐穴䳍
褐穴䳍（学名：Crypturellus obsoletus）是䳍科穴䳍屬的一种鸟类。

## 特征
褐穴䳍体重约443.4克，翼长约160毫米，嘴峰长约30.9毫米，喙宽度约5.4毫米，喙厚度约4.5毫米，跗蹠长约45.9毫米，尾长约54.2毫米。褐穴䳍在其分布区内为留鸟，其栖息在密集的高大的树木组成的森林中。食性为草食性。

## 亚种
- ：分布于哥伦比亚东部热带地区至厄瓜多尔东部和秘鲁北部。
- ：分布于秘鲁中部亚热带地区（瓦努科至库斯科）。
- ：分布于秘鲁东南部亚热带地区（库斯科的马卡帕塔山谷）。
- ：分布于秘鲁极东南部的云加地区和玻利维亚北部。
- ：分布于委内瑞拉北部。
- ：分布于委内瑞拉西北部亚热带地区。
- ：分布于巴西中北部（聖塔倫地区沿塔帕若斯河）。
- ：分布于巴西西南部（朗多尼亚的马代拉河上游)。
- ：分布于巴拉圭东部至巴西东南部和阿根廷最东北部（米西奥内斯）。[4]